# Nguyễn Văn Lạng
Nguyễn Văn Lạng (có biệt danh Yên Ninh) là một chính khách Việt Nam, cựu chủ tịch Ủy ban nhân dân tỉnh Đắk Lắk, Thứ trưởng Bộ Khoa học và Công nghệ. Sinh tại Ninh Bình

## Sự nghiệp
Học Đại học Lâm nghiệp 1970 - 1975, Học 4 năm tại ĐCC Matscova, Tổng Giám đốc Liên hiệp Lâm nông công nghiệp Gia Nghĩa.
Làm phó chủ tịch UBND tỉnh Đắk Lắk (1994-2004)
Năm 2004 đến đầu năm 2006 làm chủ tịch UBND tỉnh Đắk Lắk của nhiệm kỳ (2004-2009), trong thơi gian này liên quan đến trách nhiệm cá nhân ông trong quản lý nhà nước những sai phạm ở dự án phát triển đô thị của Công ty Hiệp Phúc. Ngày 21/12/2005 Thủ tướng Chính phủ Quyết định kỷ luật ông chịu hình thức kỷ luật khiển trách. 
Đầu năm 2006 ông được điều ra Hà Nội công tác Ban Nghiên cứu của Thủ tướng Chính phủ, Trưởng ban Quản lý Khu Công nghệ Cao (CNC) Hòa Lạc.
Ngày 4/4/2007 giữ chức Thứ trưởng Bộ Khoa học và Công nghệ (KH&CN)
Ngày 1/3/2013 ông nghỉ hưu Thứ trưởng Bộ Khoa học và Công nghệ và Trưởng ban quản lý Khu Công nghệ cao Hòa Lạc. Khi vê hưu ông làm Chủ tịch Hội Thông tin KH&CN Việt Nam